# Proablepharus reginae
Proablepharus reginae — вид сцинкоподібних ящірок родини сцинкових (Scincidae). Ендемік Австралії.

## Поширення і екологія
Proablepharus reginae поширені в північних, північно-західних і центральних районах Західної Австралії (зокрема на острові Барроу), на північному заході Південної Австралії та на заході Північної Території. Вони живуть в різноманітних природних середовищах, зокрема в лісах, спінніфксових заростях, пустелях і кам'янистих районах.